# Свак, Дьюла
Дьюла Свак (венг. Szvák Gyula; 18 февраля 1953 года, Будапешт) — историк, доктор исторических наук (2001), профессор, специалист по истории России.
Основатель и руководитель Центра русистики Будапештского университета им. Лоранда Этвёша (с 1995),с 2018 года — профессор-эмерит Центра, председатель Венгерско-российской комиссии историков (с 2006), председатель «Фонда развития русского языка и культуры» (с 2006). 7 февраля 2009 года был избран председателем Общества венгерско-российской дружбы.

## Биография
Окончил русское отделение будапештской гимназии им. Михая Фазекаша. По окончании Будапештского университета  им. Лоранда Этвёша по специальности «история — русский язык и литература» (1977) остался работать в университете на кафедре истории Восточной Европы в качестве ассистента преподавателя, позже — старшего преподавателя. С 1988 года — доцент, а с 2003 года — профессор Центра русистики Будапештского университета.
В 1981 году получил степень магистра, а в 1984 году, по окончании заочной аспирантуры в Ленинграде, защитил кандидатскую диссертацию, написанную под руководством Р. Г. Скрынникова. В 2001 году успешно защитил докторскую диссертацию «Основные проблемы русской истории периода феодализма в русской историографии» и получил степень доктора исторических наук. В 2006 году Российская академия наук присвоила ему звание доктора Honoris Causa.
Наряду с университетской деятельностью долгое время занимался книгоиздательством. В 1986 году был одним из основателей издательства «Меценат» («Maecenas Kiadó»), в 1989-90 годах — зам. председателя Ассоциации венгерских книгоиздателей и книгораспространителей, а с 1997 года продолжал свою издательскую деятельность в качестве руководителя издательства «Панноника» («Pannonica»). Редактировал юбилейную книжную серию «Века Венгрии» («Magyar Századok») и серию «Энциклопедия 21-го века» («21. századi enciklopédia»), a также такие значительные труды как: «История Венгрии Средних веков» («A magyar középkor története»), «История Венгрии Нового времени» («A magyar újkor története») и «История Венгрии нашего времени» («A magyar jelenkor története»). Был редактором и одним из авторов первой после 1945 года «Истории России», написанной венгерскими авторами. В 2002—2003 годах был председателем совета директоров «Национального учебного издательства».
В 1990 году вместе со своими коллегами основал первый автономный центр венгерской исторической русистики, Венгерский институт русистики, ставший в 1995 году самостоятельной кафедрой Будапештского университета и получивший название Центр русистики. Этот Центр стал ведущим научным учреждением венгерской русистики, получившим признание и за рубежом. Параллельно в 2003 года Дьюла Свак создал Исследовательскую группу по вопросам исторической русистики Венгерской академии наук. В 2006 году президент России В. В. Путин вручил профессору медаль Пушкина за деятельность в должности главного куратора Венгерско-российского культурного сезона 2004—2005 годов.
В настоящее время Дьюла Свак редактирует серии изданий под названием «книги по русистике» («Ruszisztikai Könyvek») и «Постсоветские тетради» («Poszt-Szovjet Füzetek»), а также входит в состав редколлегии журнала «Российская история» и некоторых других российских журналов, основатель и главный редактор онлайн-журналa в режиме открытого доступа RussianStudiesHu (с 2019), член редколлегий двенадцати международных журнaлов по русистике.

## Сочинения
- Cárok és kalandorok. A «zavaros időszak» története. Budapest, 1982, Kossuth
- Az orosz történelem egyetemessége és különössége (bevezetés, válogatás, szerkesztés társszerzővel, elkülönülten). Budapest, 1982, ELTE ÁJK
- Iván, a Félelmetes. Budapest, 1985, 1996, Gondolat
- Koronás portrék (válogatás, szerkesztés). Budapest, 1987, Kozmosz Könyvek
- Moszkóvia és a Nyugat. Budapest, 1988, Magvető
- Hamis cárok. Budapest, 1988, Kozmosz Könyvek
- Szürke eminenciások (válogatás, szerkesztés). Budapest, 1989, Kozmosz Könyvek
- Furkósbottal Európába? I. Péter: érvek — ellenérvek (válogatás, szerkesztés, összekötő szöveg). Budapest, 1989, Új Géniusz
- Durák (válogatott cikkek, tanulmányok) Budapest, 1995, Tegnap és Ma
- A Moszkvai Oroszország története. Budapest, 1997, Magyar Ruszisztikai Intézet
- Oroszország története (szerkesztés, társszerző,) Budapest, 1997, Maecenas; 2. kiadás, 2001, Pannonica
- Meсто России в Европе/ The Place of Russia in Europe (szerkesztés, előszó) Ruszisztikai Könyvek V., Budapest, 1999, Magyar Ruszisztikai Intézet
- False Tsars. Center for Hungarian Studies and Publications, Nicholas Riasanovsky előszavával, New Jersey, 2000
- «Moсковия». Oчерки истории Moсковского государства второй половины XV — конца .XVII века. Moсква, 2000, Издательство Института российской истории РАН
- Dokumentumok történeti ruszisztikánk tárgyköréből (előszó, társszerző). Poszt-Szovjet Füzetek XV., Budapest, 2000.
- IV. Iván és I. Péter utóélete. Budapest, 2001, Magyar Ruszisztikai Intézet
- Meсто России в Евразии/ The Place of Russia in Eurasia (szerk., előszó), Ruszisztikai Könyvek IX., 2001
- A Romanovok (Niederhauser Emillel közösen) Budapest, 2002, Pannonica
- Moсковия: специфика развития/Muscovy: The Peculiarities of its Development (Ruszisztikai Könyvek XIII) (Szerk.), Magyar Ruszisztikai Intézet, Budapest, 2003
- Életünk Kelet-Európa. Tanulmányok Niederhauser Emil 80. születésnapjára. Szerk.: Krausz T., Szvák Gy., Pannonica, Budapest, 2003
- IV. Iván — I. Péter (совместно с Евгением Анисимовым) Budapest, 2004, Pannonica
- Новые направления и результаты в русистике/New Directions and Results in Russistics (Ruszisztikai Könyvek XVI) (Szerk.), Magyar Ruszisztikai Intézet, Budapest, 2005.
- A magyar-orosz kapcsolatok tizenkét évszázada/Двенадцать столетий венгерско-русских oтношений. (Szerk.), Budapest, 2005.
- A középkori orosz történelem forrásai (főszerk., előszó), Budapest, 2005
- Oroszország helye Eurázsiában, Budapest, 2006
- Две империи — три столицы. Культурно-исторические параллели и взаимодействия в конце XIX- начале XX вв. (Ред., предисловие). Budapest, 2006
- Az újkori orosz történelem forrásai. XVIII. század (főszerk.), Budapest, 2006
- Az újkori orosz történelem forrásai. XIX. század (főszerk.), Budapest, 2007
- Две империи — много национальностей. Будапешт, 2007. (Ред.)
- Региональные школы русской историографии/Regional Schools of Russian Historiography (Ruszisztikai Könyvek XVIII), Budapest, 2007. (Szerk.)
- A normannkérdés az orosz történelemben (főszerk.), Russica Pannonicana, 2009
- Oroszország zavaros időszaka, Russica Pannonicana, 2009
- Русская парадигма, СПб., Алетейя, 2010.
- Самозванцы и самозванчество в Московии. Материалы международного научного семинара. 25 мая 2009 г. (Ред.). Russica Pannonicana. Будапешт, 2010.
- Az Ankungyinov-ügy, Egy európai kalandor Moszkóviából. (Szerk.) Russica Pannonicana, 2011.
- Kis magyar ruszisztika. Russica Pannonicana, 2011.
- Роль государства в историческом развитии России. Материалы международной научной конференции будапештского Центра русистики 17‒18 мая 2010 г. (Ред.). Russica Pannonicana, 2011. (Ruszisztikai Könyvek XXVII.)
- Русистика Руслана Скрынникова. (Ред. совместно c И. О. Тюменцевым). Russica Pannonicana. Будапешт-Волгоград, 2011. (Ruszisztikai könyvek XXX.).
- Двенадцать имен России. (Ред. совместно с М. И. Мульгановой). Russica Pannonicana. Будапешт, 2012. (Ruszisztikai Könyvek XXXV.).
- Историк и мир, мир историка в России и Центрально-Восточной Европе. Материалы международной научной конференции будапештского Центра русистики 21-22 мая 2012 г. (Ред. совместно с С. Филипповым и Ж. Димеши). Russica Pannonicana. Будапешт, 2012. (Ruszisztikai Könyvek XXXVI.).
- Klió, a csalfa széptevő/Kvász Iván: Klió, a néptanító. Russica Pannonicana. Budapest, 2013. (Ruszisztikai Könyvek XXXVII.).
- Образы России с XVII по XXI в. Материалы симпозиума 26 октября 2012 г. Центр русистики при ЭЛТЕ. (Главн. ред.). Russica Pannonicana. Будапешт, 2013. (Poszt szovjet füzetek XIX.).
- На службе у Клио и у власть предержащих (этюды по россиеведению). Russica Pannonicana. Будапешт, 2014. (Ruszisztikai Könyvek XXXVIII.).
- Vita az új orosz történeti koncepcióról. (Szerk.) Russica Pannonicana. Budapest, 2014.Kvász Iván: Tréflidolog. Scolar. Budapest, 2015.
- A mi Ruszisztikánk. Tanulmányok a 20/25. évfordulóra. (Szerk.) Russica Pannonicana. Будапешт, 2015. (Ruszisztikai Könyvek XL.).
- Взгляд в прошлое: Проблемы, методы, перспективы. (Ред. совместно с М. Петровой). Аквилон, Москва, 2015.
- Альтернативы, переломные пункты и смены режима в истории России/Alternatives, Turning Points an Regime Changes in Russian History and Culture. (Chief. ed.) Russica Pannonicana. Будапешт, 2015. (Ruszisztikai Könyvek XLI.)
- Mi az orosz? A magyarok (és mások) orosz-képéről. Russica Pannonicana. Budapest, 2016.
- A magyarok orosz-képe (2006‒2016). (Szerk.) Russica Pannonicana. Budapest, 2017.
- Историческая русистика в XXI веке: Материалы десятой международной научной конференции будапештского Центра русистики 18–19 мая 2015 г./Russian Studies in History in the 21st Century: Materials of the 10th International Conference at the Centre for Russian Studies in Budapest, May 18–19. (Chief ed.). Russica Pannonicana. Budapest, 2017. (Ruszisztikai Könyvek XLII.).
- Tertium datur. Írások Krausz Tamás 70. születésnapjára. (Szerk. J. Juhásszal). Russica Pannonicana. Budapest, 2018. (Ruszisztikai Könyvek XLIV.).
- „Nem lelkendezhetek főállásban.” Beszélgetések Oroszországról. Gondolat Kiadó. Budapest, 2018.
- Kvász Iván: Tréflidolog2. Pannonica. Budapest, 2018.
- Квас Иван. Некошерные дела. Три квадрата. Москва, 2018.
- Опыт микроисториографии. Гуманитарные науки в исследованиях и переводах IX. Аквилон. Москва, 2019.
- IV. Iván és I. Péter mikrohistoriográfiája. L’Harmattan Kiadó. Budapest, 2019.
- „Mi, moszkoviták”. Publicisztikák Oroszországról. Gondolat Kiadó. Budapest, 2020.
- "Идеи и музы". Тайны русистики. Аквилон. Москва, 2020.
- Россия и Венгрия в мировой культуре: источник и его интерпретация/Russia and Hungary in World Culture: the Source and its Interpretation. (Chief ed.). Russica Pannonicana. Budapest, 2020. (Ruszisztikai Könyvek XLVII.).
- „Orosz hősök és antihősök. Tanulmányok a 25/30. évfordulóra”. (Szerk.). Russica Pannonicana. Budapest, 2020. (Ruszisztikai Könyvek XLVIII.).

## Награды и номинации
- Медаль Пушкина (21 декабря 2005 года, Россия) — за большой вклад в сближение и взаимообогащение культур народов Российской Федерации и Венгерской Республики и укрепление дружественных отношений[2]